# Жемчужный коршун-крошка
Жемчужный коршун-крошка (лат. Gampsonyx swainsonii) — вид хищных птиц из семейства ястребиных (Accipitridae). Является единственным видом в роде коршуны-крошки (Gampsonyx). Видовое название дано в честь английского орнитолога Уильяма Свенсона (англ. William Swainson 1789—1855). Распространены в Центральной и Южной Америке. Самая мелкая хищная птица в Новом Свете и один из самых маленьких представителей семейства ястребиных.

## Описание
Жемчужный коршун-крошка является наиболее мелкой хищной птицей в Южной и Центральной Америке и второй по минимальному размеру среди ястребиных (после африканского малого перепелятника). Длина тела варьирует от 20,3 до 23 см, а масса от 80 до 95 г. У взрослых особей коршуна-крошки верхняя часть тела, макушка, крылья и хвост чёрного цвета; белый воротник с рыжими краями, жёлтые лоб и щёки. Нижняя часть тела белая; ноги жёлтые. Незрелые особи похожи на взрослых, но имеют белые и каштановые кончики перьев на спине и крыльях, бурый воротник и немного бурого цвета на белой нижней части тела. В полете этот вид выглядит в основном чёрным сверху и белым снизу. Подвид G. s. leonae отличается от номинативного G. s. swainsonii рыжими боками тела.

## Биология

### Питание
Жемчужный коршун-крошка питается насекомыми и мелкими пресмыкающимися (в основном ящерицами родов Anolis и Microlophus). Иногда охотится на мелких птиц и лягушек. Обычно сидит на высоком открытом насесте, с которого атакует добычу.

### Размножение
Гнездо представляет собой неглубокую чашу из палок, построенную высоко на дереве. Кладка состоит из 2—4 белых яиц с коричневыми отметинами, которые высиживают оба родителя в течение 34—35 дней. Птенцы оперяются через пять недель. За сезон может быть два выводка.

## Подвиды
Выделяют три подвида:
- G. s. leonae Chubb, 1918 — от Никарагуа до севера Южной Америки
- G. s. magnus Chubb, 1918 —	от запада Колумбии до запада Перу
- G. s. swainsonii Vigors, 1825 — Бразилия, Перу, Боливия и север Аргентины